# چنت (دهانه)
چنت یک دهانه برخوردی در ماه‌ است.